# دمبا کامارا
دمبا کامارا (انگلیسی: Demba Camara؛ زادهٔ ۷ نوامبر ۱۹۹۴) بازیکن فوتبال اهل گینه است.
از باشگاه‌هایی که در آن بازی کرده است می‌توان به باشگاه فوتبال غازی عینتاب‌اسپور، باشگاه فوتبال آژاکسیو، و باشگاه فوتبال پاریس اشاره کرد.
وی همچنین در تیم ملی فوتبال گینه بازی کرده است.